# علی‌آباد جدید (خواف)
علی‌آباد جدید، روستایی است از توابع بخش سلامی و در شهرستان خواف استان خراسان رضوی ایران.

## جمعیت
این روستا در دهستان بالاخواف قرار داشته و بر اساس سرشماری سال ۱۳۸۵ جمعیت آن (۱۱۸خانوار) ۵۷۰نفر
بوده است.